# 土曜日の夜の虐殺
土曜日の夜の虐殺（どようびのよるのぎゃくさつ、英: Saturday Night Massacre）とは、ウォーターゲート事件のさなかの1973年10月20日（土曜日）の夜に起きた捜査関係者の集団辞任・解任騒ぎ。土曜の夜の大虐殺及び土曜夜の大虐殺とも言われる。
アメリカ大統領リチャード・ニクソンが同事件の特別検察官だったアーチボルド・コックスを解任した上、その過程において司法長官エリオット・L・リチャードソンとアメリカ合衆国司法副長官ウィリアム・D・ラッケルズハウスの2人を辞職に追い込み、当時のアメリカ国民に衝撃を与えた。

## 概要

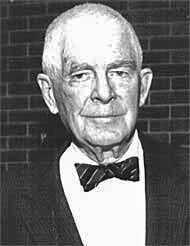
アーチボルド・コックス。ニクソンによって解任に追い込まれた。

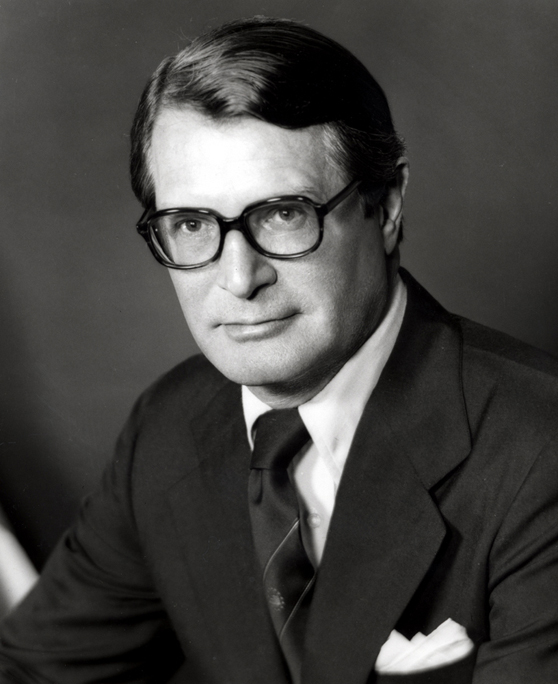
エリオット・L・リチャードソン。コックス解任に反対して辞職。

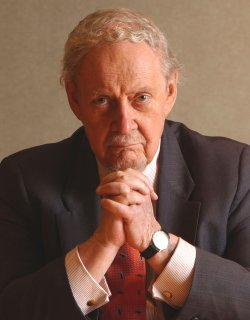
ロバート・ボーク。司法長官代理としてコックス解任に踏み切る。

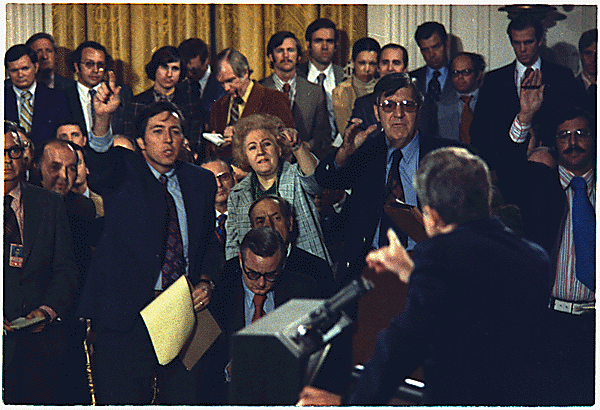
土曜日の夜の虐殺後の記者会見で厳しい質問攻めに会うニクソン大統領 1973年10月26日

ウォーターゲート事件を調査するためにニクソン大統領が設置して、1973年6月17日にリチャードソン司法長官が任命したコックス特別検察官は、7月16日に上院特別調査委員会で大統領執務室の中で行われた会話を極秘に録音したテープの存在が明らかになったことで、7月18日に事件の証拠として大統領執務室の中で行われた会話の録音テープ8本の提出を求めた。
しかしホワイトハウスはテープの提出を拒否したため、特別検察官は7月23日に連邦地裁に持ち込み、8月29日にワシントン連邦地裁のシリカ判事は特別検察官の訴えを認めて大統領にテープの提出を命じ、ニクソンは大統領特権を盾にこれを拒絶したが10月12日に連邦高裁での控訴審でもシリカ判事の決定を支持した。このため、連邦最高裁に上告する選択肢もあったが、あえて上告せずに10月19日に録音テープについてニクソンが個人的に尊敬する議員の1人であり、野党・民主党の重鎮でもあるジョン・C・ステニス上院議員が聞き取りをしてその調査報告を行い、その上で特別検察官に提出するとして、提出命令を取り消すようコックスに要請した。これを（ステニス妥協案）という。しかし同日夜、コックスは書き起こしの調査報告ではテープの内容全体を示すことにならないとしてこの妥協案を拒否した。
翌日の10月20日(土)の記者会見でコックスはあくまで録音テープの提出を求めることを明らかにして、妥協案を拒否されたニクソンは、この日連邦政府機関が休みであったにもかかわらず、密かにコックス解任のために行動を起こした。
まず任命したリチャードソン司法長官に圧力をかけ、コックスを特別検察官から解任するよう求めたが、リチャードソンはこれを拒否し抗議して辞職をした。ニクソンは次にラッケルズハウス司法副長官に同じ要求をするが、彼もこれを拒み、ニクソンによって辞職させられる。
さらにニクソンは訟務長官であったロバート・H・ボークを司法長官代理（リチャードソン辞職に伴い）に任命し、コックスを解任するよう命じた。上述のリチャードソンとラッケルズハウスは両人とも、上院司法委員会の任命公聴会で特別検察官の職に干渉しないという宣誓証言をしていたが、ボークは委員会へそのような宣誓をしていないこともあり、命令に従ってコックスを解任した。
その後ニクソンはFBIを動員し、特別検察官、司法長官、司法副長官の執務室を封鎖させ（事件の書類も差し押さえられた）、特別連邦検察局を廃止し、事件の調査に関する全ての権限を司法省に移すと発表した。その様子はテレビで放送され、国民に「警察国家の再来」「犯罪容疑者が権力で事件をもみ消している」と受け取られたため、抗議の電報・電話がホワイトハウスに数万通押し寄せた（各議員の事務所にも殺到した）。この間には、ニクソンとコックスの間に立ったステニスがワシントンD.C.の自宅で銃撃され、重傷を負うという事件も起きた。
この出来事でニクソンは国民とマスメディアから激しい非難を浴び、連邦議会もニクソンの行為を大統領の権力の濫用と非難し、ニクソンに対する多数の弾劾法案が議会に提出される事態に至る。
この結果、ニクソンは10月23日にシリカ判事の提出命令に従うことを言明せざるを得ない状況に追い込まれる。そして11月17日の記者会見で自身の行為を次のように弁明している。
| 「 | 私は公職に就いている間、司法妨害を行ったことなど一度もありません。また、私は公職にある身としてこの種の調査を歓迎します。なぜならアメリカ国民は自分達の大統領がペテン師であるのかどうかを知るべきであるからです。そして、私はペテン師ではありません！（I am not a crook.） | 」 |

## 事件の影響
この「土曜日の夜の虐殺」が起こした波紋は大きく、行政府の長が司法と立法を蔑ろにしたということで、法律的にも道徳的にも大統領は威信を失った。また多くの国民は事態の成り行きから判断して録音テープの中にはニクソンにとって都合の悪い会話が相当あり、ウォーターゲート事件に深く関わっている事実を示すものがあるに違いないという確信を持つことになった。
丁度この時にアグニュー副大統領が州知事時代の収賄容疑で副大統領を辞任して、10月12日に当時下院院内総務であったジェラルド・R・フォードがニクソンから副大統領の指名を受けたところであった。この後、フォードが議会の承認を得て後任として正式に副大統領に就任してから、ニクソン大統領の弾劾の動きが加速していった。

### 独立検察官設置法の制定と廃止
「土曜日の夜の虐殺」がきっかけとなり、1978年には独立検察官設置法（ワシントンD.C.巡回区連邦控訴裁判所が任命する独立機関の設置を定める法）が可決・制定された。
同法に基づいてビル・クリントン大統領に対するホワイトウォーター疑惑の捜査では、ジャネット・リノ司法長官によってケン・スターが特別検察官に任命された。しかし、スターの捜査が特別検察官として行き過ぎていると言う批判が起きたばかりか、時に政争の具にされる（スター自身は共和党と繋がりの深い弁護士だった）と言う結果を生み、1999年に廃止されている。
代わりに司法省は特別な状況下で各人の利害が相反するような問題が発生した場合に、その問題若しくは関連する人物を捜査することが公共の利益に利すると司法長官（又は長官代理）判断した場合に特別検察官を指名できる規定を連邦規則集に設けた。